# ヤマニンウルス
ヤマニンウルス（欧字名:Yamanin Ours、2020年5月21日 - ）は、日本の競走馬。2024年のプロキオンステークス、2025年の東海ステークスの勝ち馬である。
馬名の意味は、冠名＋クマ（仏）。

## 経歴

### 2歳（2022年）
2022年8月20日、小倉競馬場第6レースの2歳新馬戦（ダート1700m）で、当時ルーキーの今村聖奈を背にデビュー。3コーナーで先頭に立つとぐんぐん差を広げ、2着のゴライコウに4秒3（約21馬身）もの大差（グレード制が導入された1984年以降において、JRA平地競走で最大の着差）をつけ圧勝。タイムは1分44秒3で、ダート1700mの2歳JRAレコードを更新した。なお、通常であれば5着ダイメイセブン以下11頭はタイムオーバーによる出走制限を受けるはずだったが、レコードタイムの勝利であったため、適用対象外となった。2歳時はこの1レースのみとなった。

### 3歳（2023年）
4月23日、京都競馬場第6レースの3歳1勝クラス（ダート1800m）で、約8ヶ月ぶりにレースに復帰。鞍上は武豊に乗り替わった。直線入口で早々に先頭に立つと、後続を寄せ付けることなく完勝。勝ち時計1分52秒3は、同条件だった4月22日の4歳上2勝クラスより1秒4も速かった。鞍上の武からは「和製フライトラインになってほしいね」と期待を寄せられた。その後、再度休養に入り、復帰戦となった11月12日の京都競馬場・3歳以上2勝クラス（ダート1900m）では、鞍上にクリストフ・ルメールを起用し、危なげなく3連勝を飾った。

### 4歳（2024年）
シーズン初戦として出走した3勝クラス・雅ステークスでデビュー4連勝を果たし、オープンクラスに昇格。陣営は休養を挟んだのち、初重賞出走となる平安ステークス（GIII）での復帰を目標としていたが、「中間に裂蹄を発症した影響で態勢が整わない」として回避し、改めて復帰戦にプロキオンステークス（GIII）を選択した。単勝オッズは1.7倍の圧倒的な1番人気で迎えた。道中は前団につけ、4コーナーで一気に先頭に立つと、直線では後続を寄せ付けずに無傷の5連勝で重賞初制覇となった。
次走にはGI初挑戦の舞台としてチャンピオンズカップ（GI）に参戦する予定だったが、賞金が足りなかったため除外となった。改めて次走には名古屋大賞典（JpnIII）を選択。序盤からベルピットと共に先行し、前に付けるノットゥルノとミッキーファイトに続く3番手に付ける。3コーナーから鞍上が動かして行ったが、4コーナーで後続に抜かされ、直線で一度盛り返したものの、伸びを欠き6着に敗れた。これにて連勝記録は5で止まった。鞍上の武は「状態は悪くないと思ったが、これだけ乾いていて深いダートは（本馬は）初めてだった」「走りが空回りしていた感じで、いつも3コーナーから反応するが、今日は反応がなかった」とコメントを残した。

### 5歳（2025年）
5歳緒戦はアルデバランステークス（OP）から始動する予定だったが、「オープン馬は8節（2024年12月14日～2025年2月5日）内での前走が3着以内の馬」と「オープン馬のうち出走間隔の長い馬」が優先されたため除外となった。改めて5歳初戦は初の芝でのレースとなる小倉大賞典を選択し、鞍上は武がサウジカップデーに参戦するため、陣営は藤懸貴志を鞍上に起用。しかし、結果は10着に終わった。その後、団野大成を背にコーラルステークス（L）に挑み3着となった。

## 競走成績
以下の内容は、netkeiba.comおよびJBISサーチの情報に基づく。
| 競走日     | 競馬場 | 競走名         | 格     | 距離（馬場）  | 頭 数 | 枠 番 | 馬 番 | オッズ （人気） | 着順 | タイム （上り3F） | 着差 | 騎手        | 斤量 [kg] | 1着馬（2着馬）       | 馬体重 [kg] |
| ---------- | ------ | -------------- | ------ | ------------- | ----- | ----- | ----- | --------------- | ---- | ----------------- | ---- | ----------- | --------- | -------------------- | ----------- |
| 2022.08.20 | 小倉   | 2歳新馬        |        | ダ1700m（稍） | 15    | 4     | 8     | 002.70（1人）   | 01着 | R1:44.3（35.8）   | -4.3 | 0今村聖奈   | 50        | （ゴライコウ）       | 536         |
| 2023.04.23 | 京都   | 3歳1勝クラス   |        | ダ1800m（良） | 9     | 3     | 3     | 001.20（1人）   | 01着 | R1:52.3（37.8）   | -1.0 | 0武豊       | 56        | （マリアナトレンチ） | 560         |
| 0000.11.12 | 京都   | 3歳上2勝クラス |        | ダ1900m（稍） | 16    | 6     | 12    | 001.20（1人）   | 01着 | R2:00.8（38.4）   | -0.6 | 0C.ルメール | 56        | （シャンバラ）       | 576         |
| 2024.01.14 | 京都   | 雅S            | 3勝    | ダ1800m（良） | 13    | 5     | 6     | 001.30（1人）   | 01着 | R1:51.8（36.0）   | -0.2 | 0武豊       | 57        | （バハルダール）     | 582         |
| 0000.07.07 | 小倉   | プロキオンS    | GIII   | ダ1700m（良） | 16    | 6     | 11    | 001.70（1人）   | 01着 | R1:42.7（37.5）   | -0.5 | 0武豊       | 57        | （スレイマン）       | 584         |
| 0000.12.19 | 名古屋 | 名古屋大賞典   | JpnIII | ダ2000m（良） | 12    | 3     | 3     | 001.80（1人）   | 06着 | R2:07.7（38.3）   | -0.3 | 0武豊       | 58.5      | ミッキーファイト     | 591         |
| 2025.02.23 | 小倉   | 小倉大賞典     | GIII   | 芝1800m（良） | 13    | 7     | 11    | 006.40（3人）   | 10着 | R1:47.0（36.3）   | -0.9 | 0藤懸貴志   | 58.5      | ロングラン           | 600         |
| 0000.03.15 | 阪神   | コーラルS      | L      | ダ1400m（良） | 11    | 4     | 4     | 002.20（1人）   | 03着 | R1:24.3（35.9）   | -0.1 | 0団野大成   | 59        | アドバンスファラオ   | 582         |
| 0000.04.19 | 阪神   | アンタレスS    | GIII   | ダ1800m（良） | 12    | 6     | 9     | 004.80（2人）   | 07着 | R1:52.6（38.9）   | -1.3 | 0武豊       | 58        | ミッキーファイト     | 584         |
| 0000.07.27 | 中京   | 東海S          | GIII   | ダ1400m（良） | 16    | 4     | 7     | 007.50（4人）   | 01着 | R1:22.2（35.7）   | -0.6 | 0武豊       | 57        | （インユアパレス）   | 582         |

- タイム欄のRはレコード勝ちを示す
- 競走成績は2025年7月27日現在

## 血統表
| ヤマニンウルスの血統          | ヤマニンウルスの血統                        | ヤマニンウルスの血統               | （血統表の出典）                   | （血統表の出典）    |
| 父系                          | サンデーサイレンス系/ヘイロー系             | サンデーサイレンス系/ヘイロー系    | サンデーサイレンス系/ヘイロー系    | [ § 2 ]             |
| 父 ジャスタウェイ 2009 鹿毛   | 父の父ハーツクライ 2001 鹿毛                | *サンデーサイレンス                | Halo                               | Halo                |
| 父 ジャスタウェイ 2009 鹿毛   | 父の父ハーツクライ 2001 鹿毛                | *サンデーサイレンス                | Wishing Well                       |                     |
| 父 ジャスタウェイ 2009 鹿毛   | 父の父ハーツクライ 2001 鹿毛                | アイリッシュダンス                 | *トニービン                        | *トニービン         |
| 父 ジャスタウェイ 2009 鹿毛   | 父の父ハーツクライ 2001 鹿毛                | アイリッシュダンス                 | *ビューパーダンス                  |                     |
| 父 ジャスタウェイ 2009 鹿毛   | 父の母シビル 1999 鹿毛                      | Wild Again                         | Icecapade                          | Icecapade           |
| 父 ジャスタウェイ 2009 鹿毛   | 父の母シビル 1999 鹿毛                      | Wild Again                         | Bushel-n-Peck                      |                     |
| 父 ジャスタウェイ 2009 鹿毛   | 父の母シビル 1999 鹿毛                      | *シャロン                          | Mo Exception                       | Mo Exception        |
| 父 ジャスタウェイ 2009 鹿毛   | 父の母シビル 1999 鹿毛                      | *シャロン                          | Double Wiggle                      |                     |
| 母 ヤマニンパピオネ 2008 芦毛 | 母の父*スウェプトオーヴァーボード 1997 芦毛 | *エンドスウィープ                  | *フォーティナイナー                | *フォーティナイナー |
| 母 ヤマニンパピオネ 2008 芦毛 | 母の父*スウェプトオーヴァーボード 1997 芦毛 | *エンドスウィープ                  | Broom Dance                        |                     |
| 母 ヤマニンパピオネ 2008 芦毛 | 母の父*スウェプトオーヴァーボード 1997 芦毛 | Sheer Ice                          | Cutlass                            | Cutlass             |
| 母 ヤマニンパピオネ 2008 芦毛 | 母の父*スウェプトオーヴァーボード 1997 芦毛 | Sheer Ice                          | Hey Dolly A.                       |                     |
| 母 ヤマニンパピオネ 2008 芦毛 | 母の母ヤマニンメルティ 1996 黒鹿毛          | *ジェイドロバリー                  | Mr. Prospector                     | Mr. Prospector      |
| 母 ヤマニンパピオネ 2008 芦毛 | 母の母ヤマニンメルティ 1996 黒鹿毛          | *ジェイドロバリー                  | Number                             |                     |
| 母 ヤマニンパピオネ 2008 芦毛 | 母の母ヤマニンメルティ 1996 黒鹿毛          | *ワンオブアクライン                | Danzig                             | Danzig              |
| 母 ヤマニンパピオネ 2008 芦毛 | 母の母ヤマニンメルティ 1996 黒鹿毛          | *ワンオブアクライン                | Barely Even                        |                     |
| 母系(F-No.)                   | ワンオブアクライン(USA)系(FN:10-d)          | ワンオブアクライン(USA)系(FN:10-d) | ワンオブアクライン(USA)系(FN:10-d) | [ § 3 ]             |
| 5代内の近親交配               | Mr. Prospector 5×4                          | Mr. Prospector 5×4                 | Mr. Prospector 5×4                 | [ § 4 ]             |
| 出典                          | 1. 2. 3. 4.                                 | 1. 2. 3. 4.                        | 1. 2. 3. 4.                        | 1. 2. 3. 4.         |

- 半弟ヤマニンアルリフラ（父イスラボニータ）は2025年北九州記念勝ち馬。
- 4代母Barely Evenは1972年のアッシュランドステークス（米G1）優勝馬。
- 3代母ワンオブアクラインは1988年のオークリーフステークス（米G1）優勝馬。
- その他の主な近親にスティルインラブ（牝馬三冠）、ローブデコルテ（優駿牝馬）、ヤマニンサルバム（新潟大賞典、中日新聞杯）など。

## エピソード
- 一部メディアからは、期待度の高さから「砂の大器」と呼ばれている[23]。
- 脚元に問題があるため、レースの間隔が開くことが多くなっている。また調教助手の島津によると、「体質は若い時は弱さがあったが、古馬になってからしっかりしてきている」と話した[24]。